# Вестэнд (район Берлина)
Вестэнд (нем. Westend, дословно: «западный конец»; произносится раздельно: «Вест-энд») — район в западной части Берлина, расположенный в округе Шарлоттенбург-Вильмерсдорф.

## История
В результате административной реформы 2001 года бывшие округа Вильмерсдорф и Шарлоттенбург были объединены в один округ. В сентябре 2004 года было принято решение раздробить два объединившихся района на более мелкие. Так, из Шарлоттенбурга были выделены районы Шарлоттенбург-Норд и Берлин-Вестэнд. В состав Вестэнда вошли такие исторические части города как «колония вилл Вестэнд», Ной-Вестэнд, Пихельсберг, Рулебен, поселение Айхкамп и поселение Хеерштрассе. На территории Вестэнда расположены 232 объекта, находящиеся под защитой в качестве архитектурных памятников.

## Достопримечательности
- Берлинская радиобашня
- Haus des Rundfunks
- Мессе Берлин
- Берлинский международный конгресс-центр
- Олимпийский стадион и Олимпийский парк
- Georg-Kolbe-Museum
- Вальдбюне